# 吉川 (弘前市)
吉川（よしかわ）は、青森県弘前市の地名で、旧中津軽郡東目屋村字国吉の一部。郵便番号は036-1435。

## 地理
岩木川沿い南側に位置し、北は黒土、東から南にかけて高野、西は平山に接する。

### 小字
小字として川原田・村下・村元・山上・山下がある。

## 歴史

### 沿革
- 1974年（昭和49年） - 国吉の一部から分離、吉川になる。

### 地名の由来
江戸期から明治11年ごろまで存在した吉川村にちなむもの。

## 世帯数と人口
2017年（平成29年）6月1日現在の世帯数と人口は以下の通りである。
| 大字             | 世帯数 | 人口  |
| ---------------- | ------ | ----- |
| 吉川（小字全域） | 68世帯 | 197人 |

## 施設

### 公共
- 吉川研修会館
- 三日月神社

### その他
- 吉川共同防除組合倉庫

## 小・中学校の学区
市立小・中学校に通う場合、学区は以下の通りとなる。
| 大字 | 番地 | 小学校               | 中学校               |
| ---- | ---- | -------------------- | -------------------- |
| 吉川 | 全域 | 弘前市立東目屋小学校 | 弘前市立東目屋中学校 |

## 交通
- 弘南バス

上国吉（弘前 - 田代・川原平・大秋線）停留所。